# Środa Wielkopolska
Środa Wielkopolska (udtale: [ˈɕrɔda vjɛlkɔˈpɔlska]; indtil 1968 Środa; tysk: Schroda) er en by i den centrale del af  voivodskabet Storpolen i  det vestlige centrale del af Polen. Byen   har 24.225(2021) indbyggere og et areal på 17,98 km², og er administrationsby i  powiatet Środa Wielkopolska.

## Historie
Der har været en en Gord  på stedet i middelalderen. Den ældst kendte omtale af Środa er fra 1228. Środa blev sandsynligvis tildelt stadsrettigheder i 1261. Det var en kongeby Kongeriget Polens krone, administrativt beliggende i Kalisz voivodskab i provinsen Storpolen. I 1402–1413 byggede den polske kong Władysław 2. Jagiełło et gotisk slot i Środa. I det 15. århundrede var Środa en af de største byer i Storpolen, handel og håndværk udviklede sig, og fra 1454 blev sejmiks (regionale parlamenter) i både Kalisz og Poznań afholdt i byen.
Ved Polens anden deling i 1793 blev byen annekteret af Kongeriget Preussen. I 1807 blev det genvundet af polakker og blev en del af det kortvarige Hertugdømmet Warszawa. I 1815 blev det annekteret af Preussen for anden gang, og fra 1871 var det også en del af Tyskland. Det var et vigtigt centrum for polsk modstand i det opdelte Polen (1795-1918), og under Storpolske opstand (1848) blev den største oprørslejr etableret der, ledet af Augustyn Brzeżański. Byen blev igen en del af Polen i 1919, efter at Polen genvandt uafhængighed efter 1. verdenskrig.